# کوهی‌توکای هیمالیایی
کوهی‌توکای هیمالیایی (نام علمی: Cutia nipalensis) یک گونه پرنده از خانواده توکایان خندان است. نام علمی آن در نهایت به معنای «خوتیا از نپال» است، زیرا Cutia از نام نپالی برای این پرندگان گرفته شده‌است، و واژهٔ لاتین nipalensis به معنای «از نپال» است.
کوهی‌توکای هیمالیایی توسط IUCN در معرض تهدید تلقی نمی‌شود و وضعیت پیش از تقسیم خود را به عنوان گونه‌ای با کمترین نگرانی حفظ می‌کند. برای مثال، در بوتان، بومی است که اغلب دیده می‌شود.